# Android Go
Android Go, офіційно Android (Go Edition) — спрощена версія дистрибуції Android, призначена для смартфонів низького та ультрабюджетного класу. Вона призначена для смартфонів з 2 ГБ оперативної пам’яті або менше і вперше її версія була випущена на Android Oreo. У цій версії присутня оптимізація платформи, призначена для зменшення використання мобільних даних (включаючи увімкнення режиму економії даних за замовчуванням), та спеціальний набір служб Google Mobile Services, розроблений таким чином, щоб бути менш інтенсивним ресурсом та пропускною здатністю. Сервіси Google Play також були перероблені, щоб зменшити слід пам'яті. Google Play Маркет виділить більш легкі програми, які підходять для цих пристроїв.
Інтерфейс операційної системи відрізняється від основного інтерфейсу Android, при цьому панель швидких налаштувань надає більшого значення інформації про акумулятор, ліміт мобільних даних та доступне сховище; меню багатозадачності використовує модифікований формат і обмежується чотирма додатками (для того, щоб зменшити споживання ОЗП), а також інтерфейс прикладного програмування (API), для забезпечення можливості мобільного зв'язку для реалізації даних відстеження і верхніх вікон в межах меню налаштувань Android. Деякі системні служби вимкнено, такі як доступ до сповіщень та режим «Картинка в картинці» для покращення продуктивності.
Більшість пристроїв під управлінням Android Go використовує «ванільний» інтерфейс Android, хоча є деякі виробники, які й досі використовують змінений інтерфейс користувача поверх Android Go.

## Версії
Android Go став доступний OEM виробникам починаючи з Android 8.1 та пізніших версій. 
| Кодова назва                                                                                           | Версія | Мінімальний об'єм ОЗП | Початковий реліз | Кінець підтримки | Ref.   |
| --- | ------ | --------------------- | ---------------- | ---------------- | ------ |
| 8.1 Oreo (Go Edition)                                                                                  | 8.1    | 512 МБ                | 5 грудня 2017    | 4 жовтня 2021    | [ 6 ]  |
| 9 Pie (Go Edition)                                                                                     | 9      | 512 МБ                | 15 серпня 2018   | 7 березня 2022   | [ 7 ]  |
| 10 (Go Edition)                                                                                        | 10     | 512 МБ                | 25 вересня 2019  | 6 березня 2023   | [ 8 ]  |
| 11 (Go Edition)                                                                                        | 11     | 1 ГБ                  | 10 вересня 2020  | 27 березня 2024  | [ 9 ]  |
| 12 (Go Editon)                                                                                         | 12     | 1 ГБ                  | 14 грудня 2021   | 31 березня 2025  | [ 10 ] |
| 13 (Go Editon)                                                                                         | 13     | 2 ГБ                  | 19 жовтня 2022   | Підтримується    | [ 11 ] |
| 14 (Go Editon)                                                                                         | 14     | 2 ГБ                  | 15 грудня 2023   | Підтримується    | [ 12 ] |
| 15 (Go Editon)                                                                                         | 15     | 3 ГБ                  | 21 березня 2025  | Підтримується    | [ 13 ] |
| Легенда:Стара версіяСтара версія, все ще підтримуєтьсяОстання версіяОстання бета-версіяМайбутній реліз |        |                       |                  |                  |        |